# Борщівка (Борсуківська сільська громада)
Борщі́вка — село в Україні, у Борсуківській сільській громаді Кременецького району Тернопільської області. Розташоване на лівому березі річки Горинь, на півночі району. Населення становить  — 932 осіб (2025 рік).
Було адміністративним центром Борщівської сільської ради. Від вересня 2016 року ввійшло до складу Борсуківської сільської громади.

## Історія
На території села виявлено поселення черняхівської культури та рештки давньоруського городища XII–XIII століть.
Відоме з XV століття.
1943 року в Борщівці відбувся бій між УПА та німцями.
12 червня 2020 року, відповідно до розпорядження Кабінету Міністрів України № 724-р «Про визначення адміністративних центрів та затвердження територій територіальних громад Тернопільської області» увійшло до складу Лановецької міської громади.
19 липня 2020 року, в результаті адміністративно-територіальної реформи та ліквідації Лановецького району, село увійшло до складу Кременецького району.

## Релігія
У селі є дерев'яний храм Різдво Пресвятої Богородиці датований 1894 роком. Деякі ікони церква перейняла від попереднього храму, спорудженого в селі 1749 року, який згорів ще наприкінці ХІХ століття.
Церква у Борщівці стала одним з паломницьких центрів, а щонеділі у церкві Різдва Пресвятої Богородиці відправляють літургію та акафіст за здоров'я святих Кирила і Мефодія. Причиною цього є те, що за деякими свідченнями 9 серпня 2014 року в храмі замироточила й почала самооновлюватись ікона святих Кирила і Мефодія, врятована зі старої церкви. Свого часу цю ікону парафії Борщівки подарувала молода жінка з роду художників Агафія Закидальська. Зробила вона це саме перед тим, як, досягнувши повноліття, піти в монастир. Першим оновлення ікони помітив церковний староста Іван Друзь: «Я приклонився до ікони, і щойно підняв голову, то перше, що привернуло мою увагу, це очі Мефодія. Вони були такими ясними, що аж світилися. А на бороді стало чітко видно кожну волосинку, хоча до цього вона зливалася з полотном». Згодом того ж року самооновлюватись почала ще й інша ікона — Розп'яття Ісуса Христа.
Також у селі є Дім молитви Християн Віри Євангельської.

## Пам'ятники
Споруджено пам'ятник полеглим у німецько-радянській війні воїнам-односельцям (1968), облаштовано партизанську стоянку на місці рейду з'єднання Сидора Ковпака (1985; кам'яна).

## Соціальна сфера
У Борщівці діють загальноосвітня школа І-ІІІ ступенів імені Я. Горошка, бібліотека, ФАП, Будинок культури, відділення зв'язку.

## Відомі люди
У Борщівці народилися:
- Горошко Ярослав Павлович (04.10.1957 — 08.06.1994) — український військовик, Герой Радянського Союзу,[4].
- Негода В'ячеслав Андронович — громадський діяч
- Я. Пальчик — журналіст
- Т. Сергійчук. — письменник
- П. Сергійчук — заслужений вчитель України

У Борщівці провів дитячі роки Олександр Вільчинський;— письменник, журналіст, науковець, громадський діяч
- Серпевський Владислав (2003 р.н) - Власник компанії «Zelenuy Zaryad», Агропідприємець

## Світлини

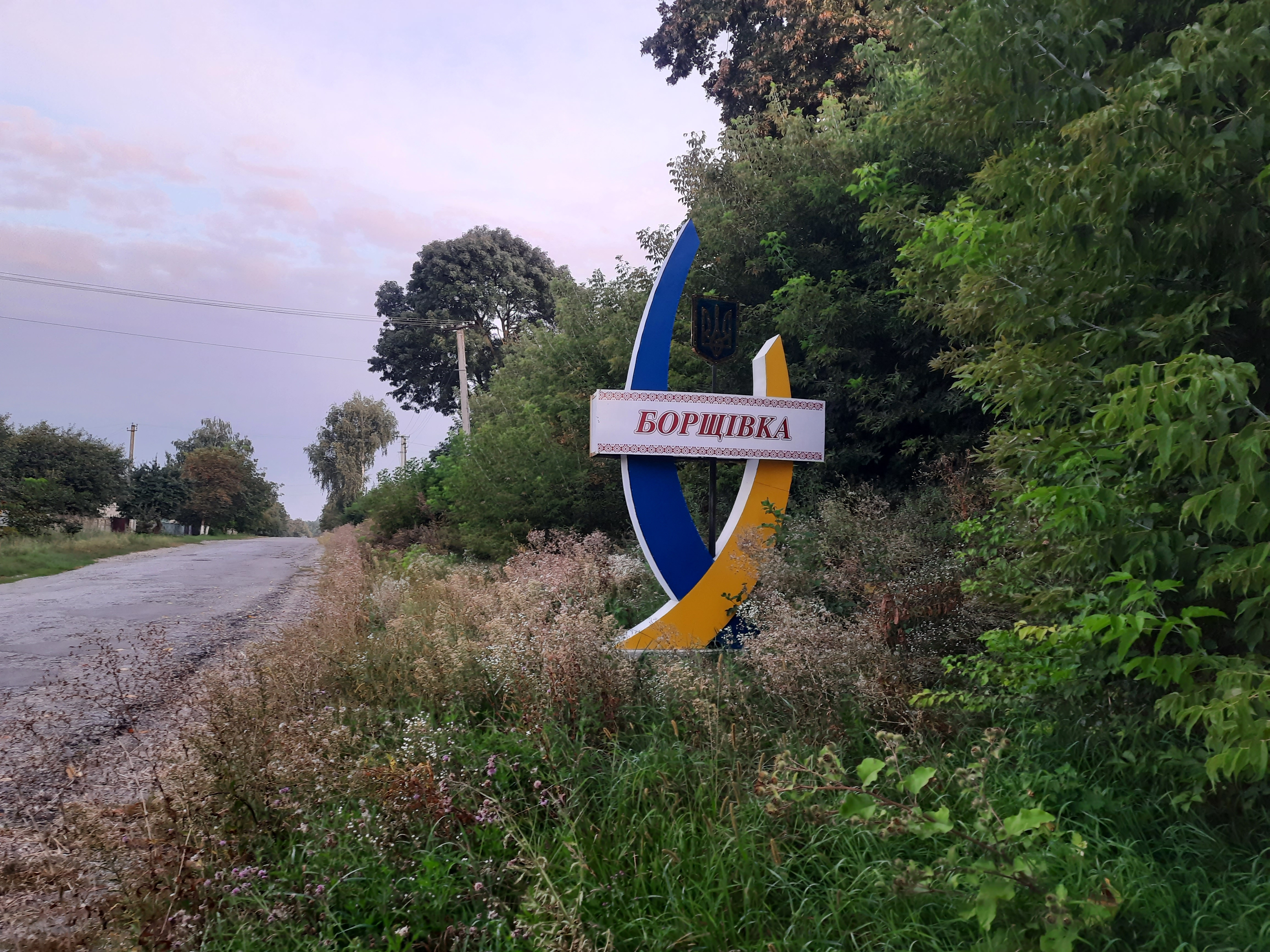
Знак при в'їзді в село
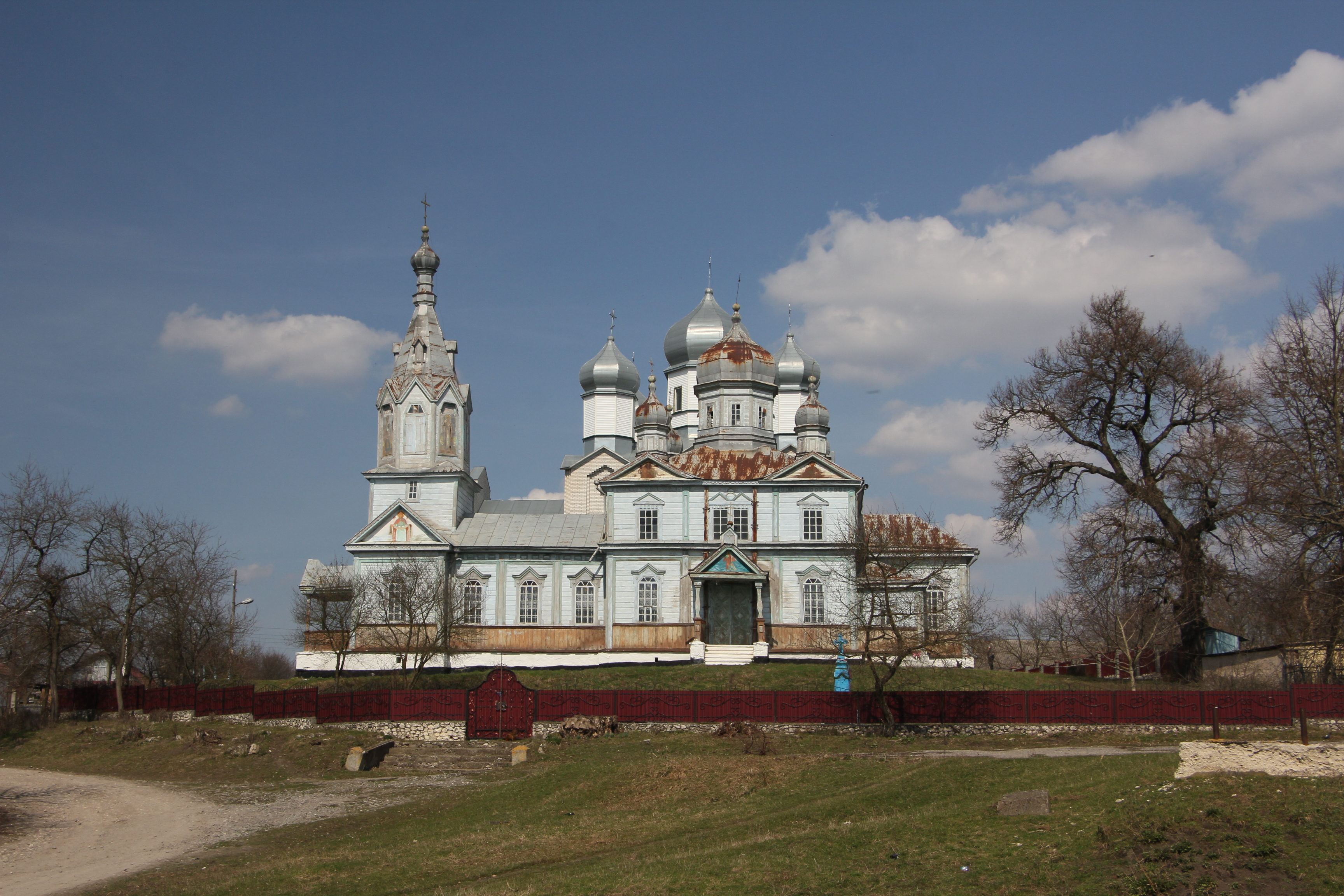
Стара дерев'яна церква, яку селяни планують розбирати
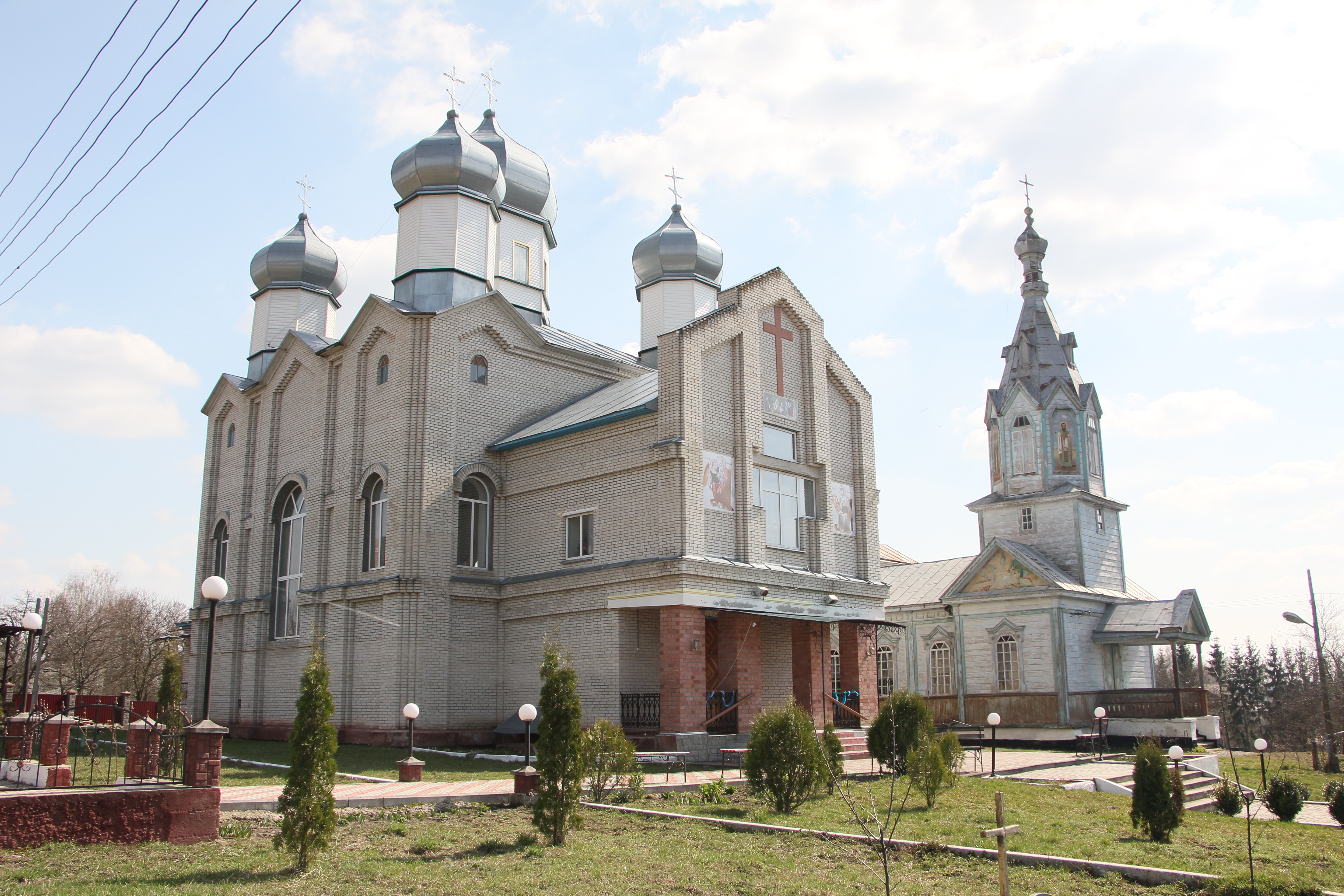
Нова мурована церква поблизу старої дерев'яної
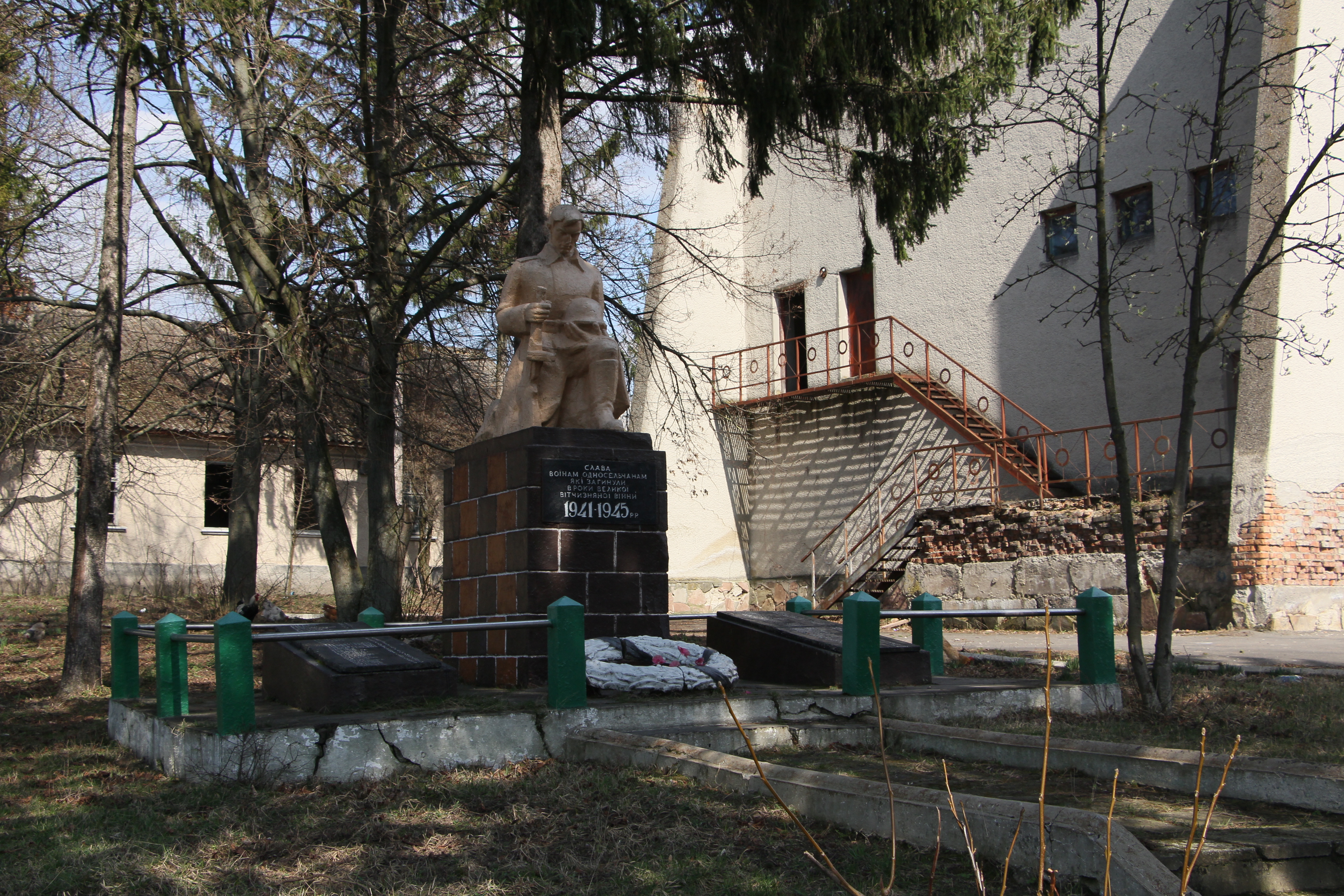
Пам'ятник односельчанам, загиблим в час другої світової війни
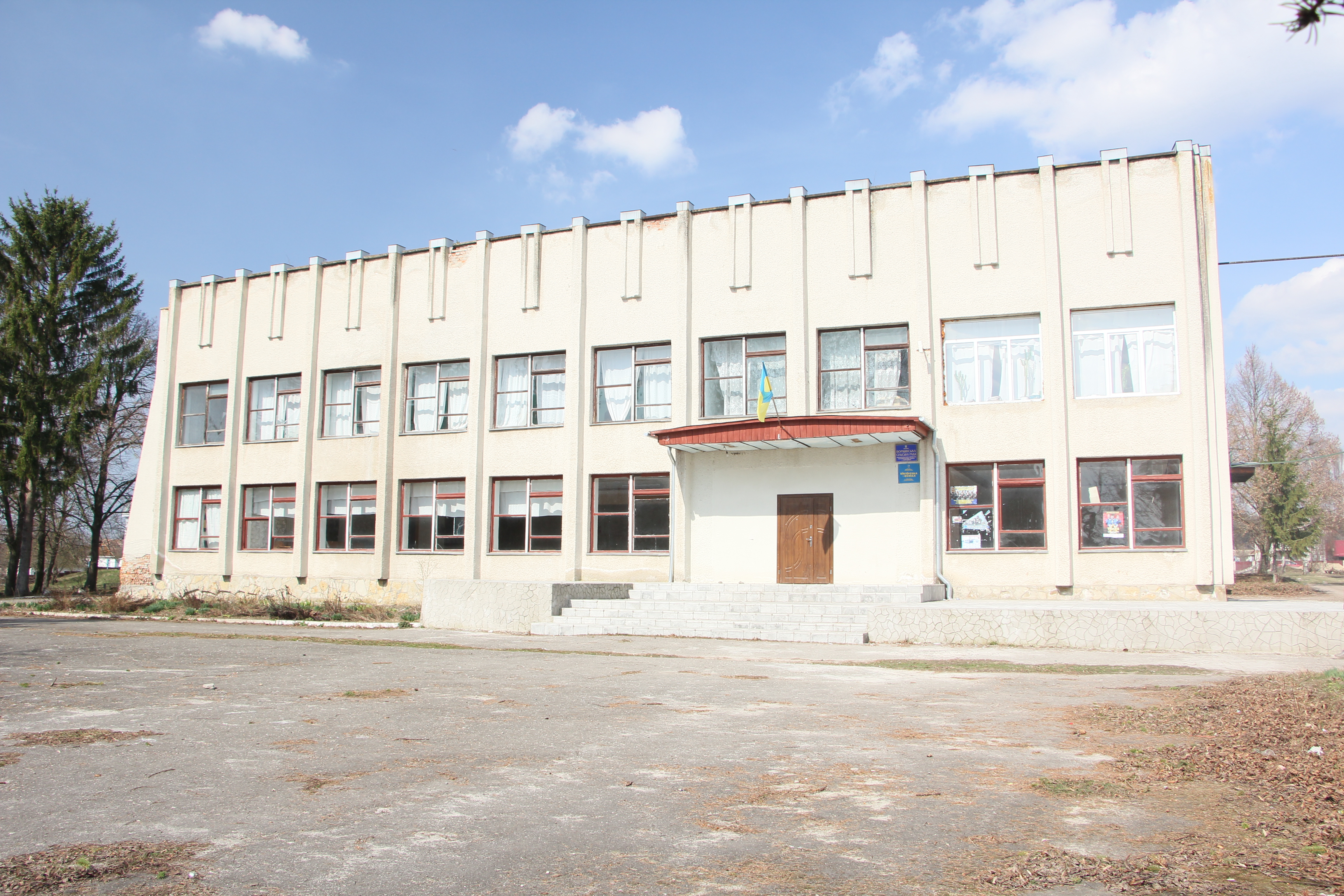
Приміщення сільської ради
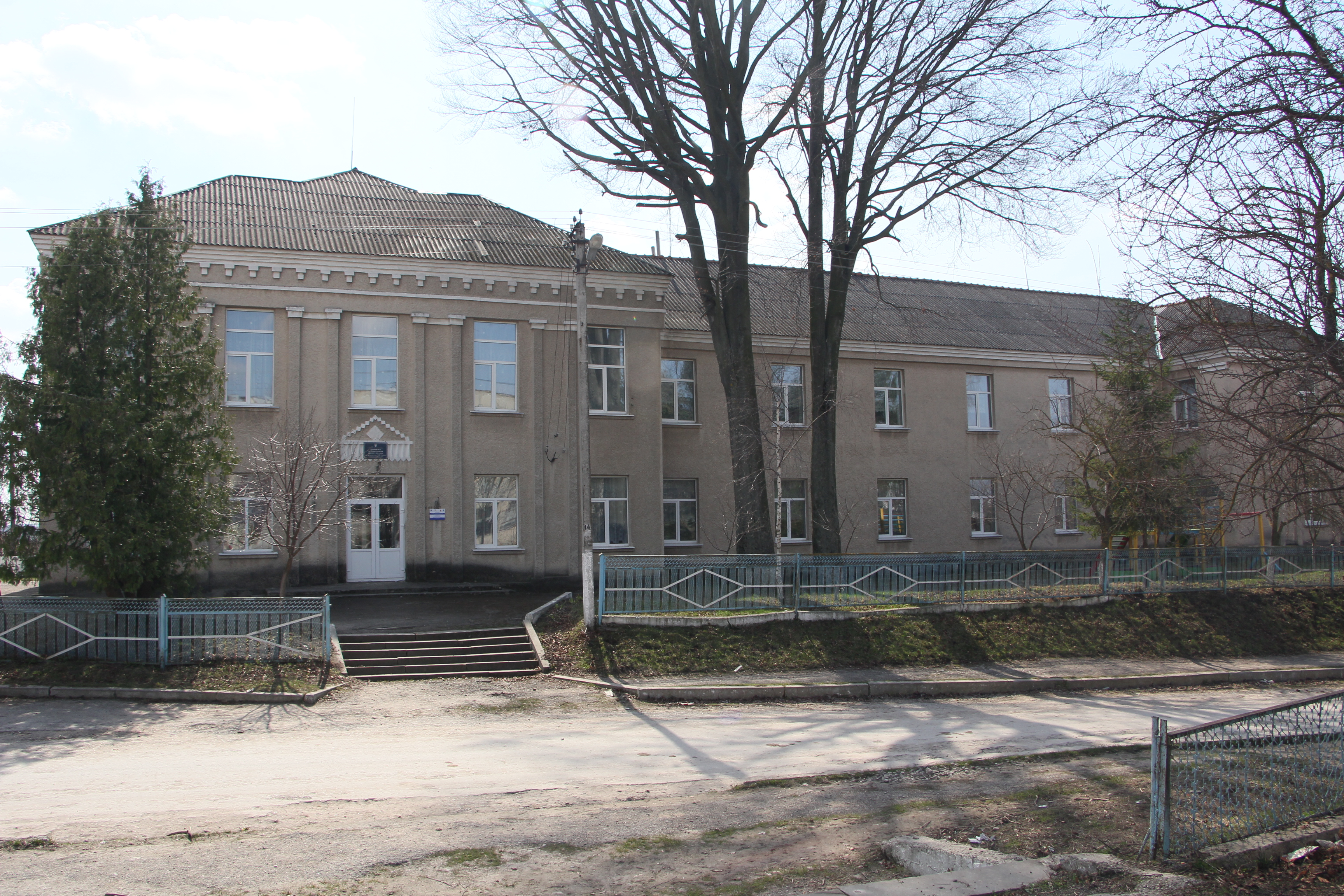
Приміщення середньої школи
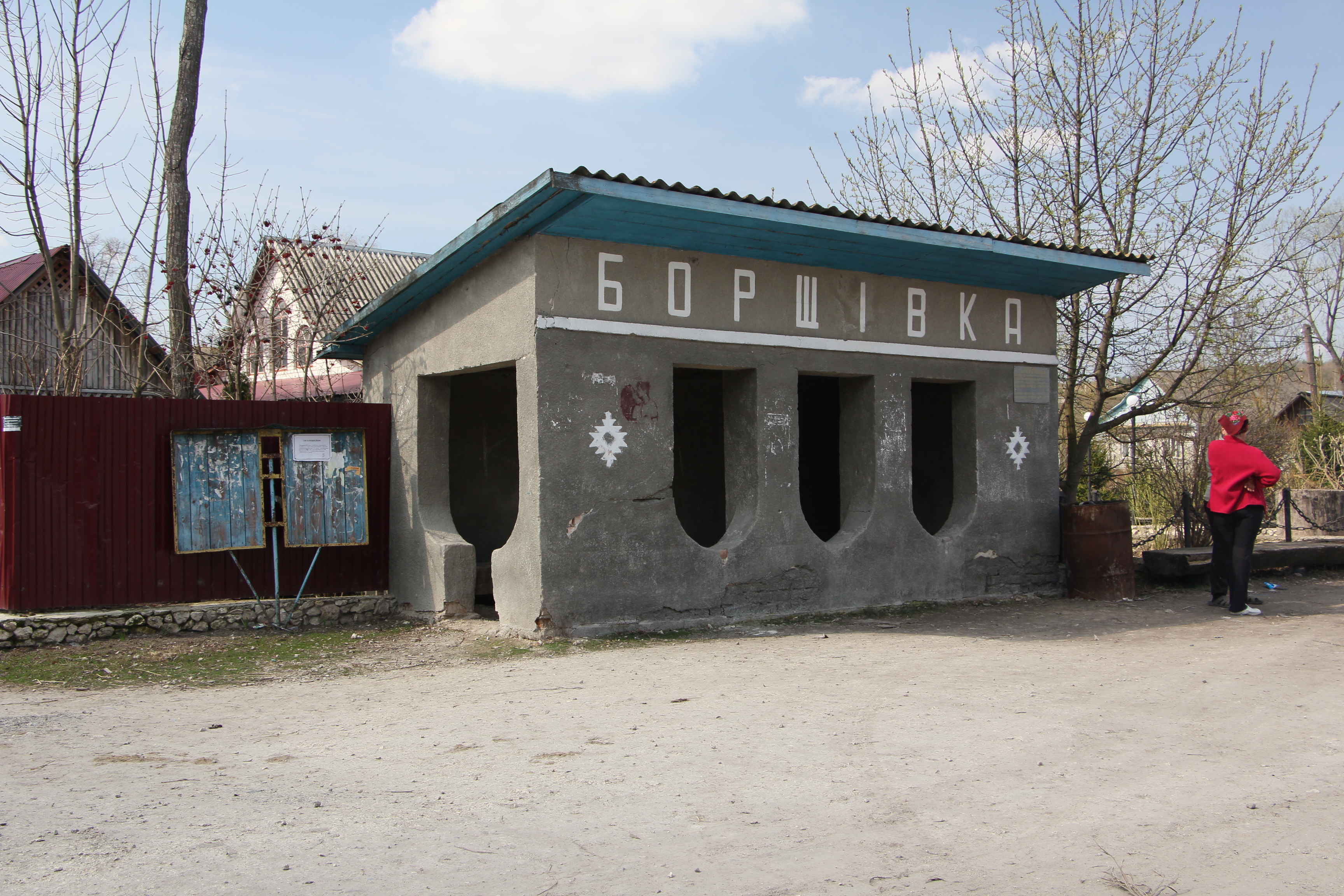
Автобусна зупинка
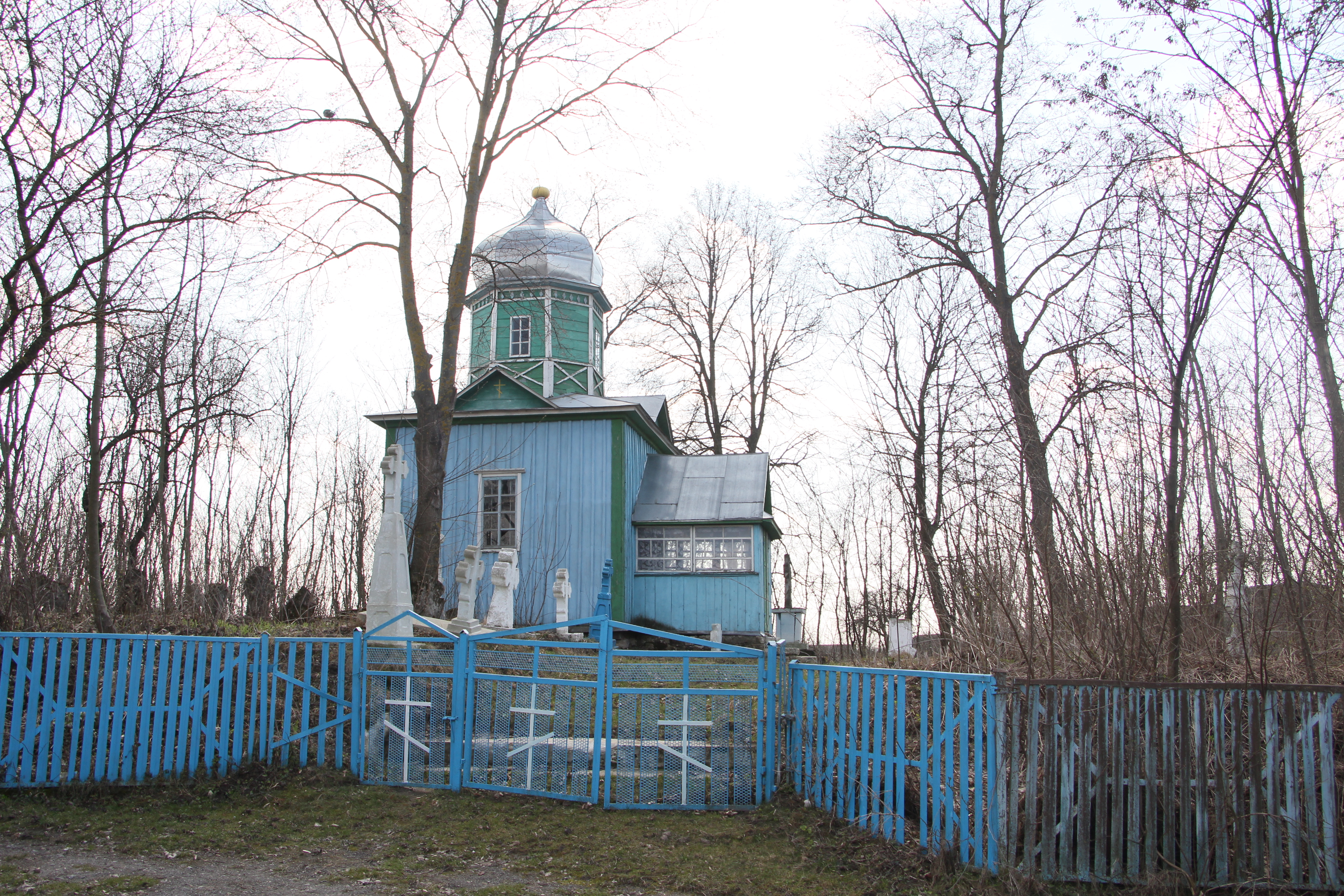
Цвинтарна каплиця
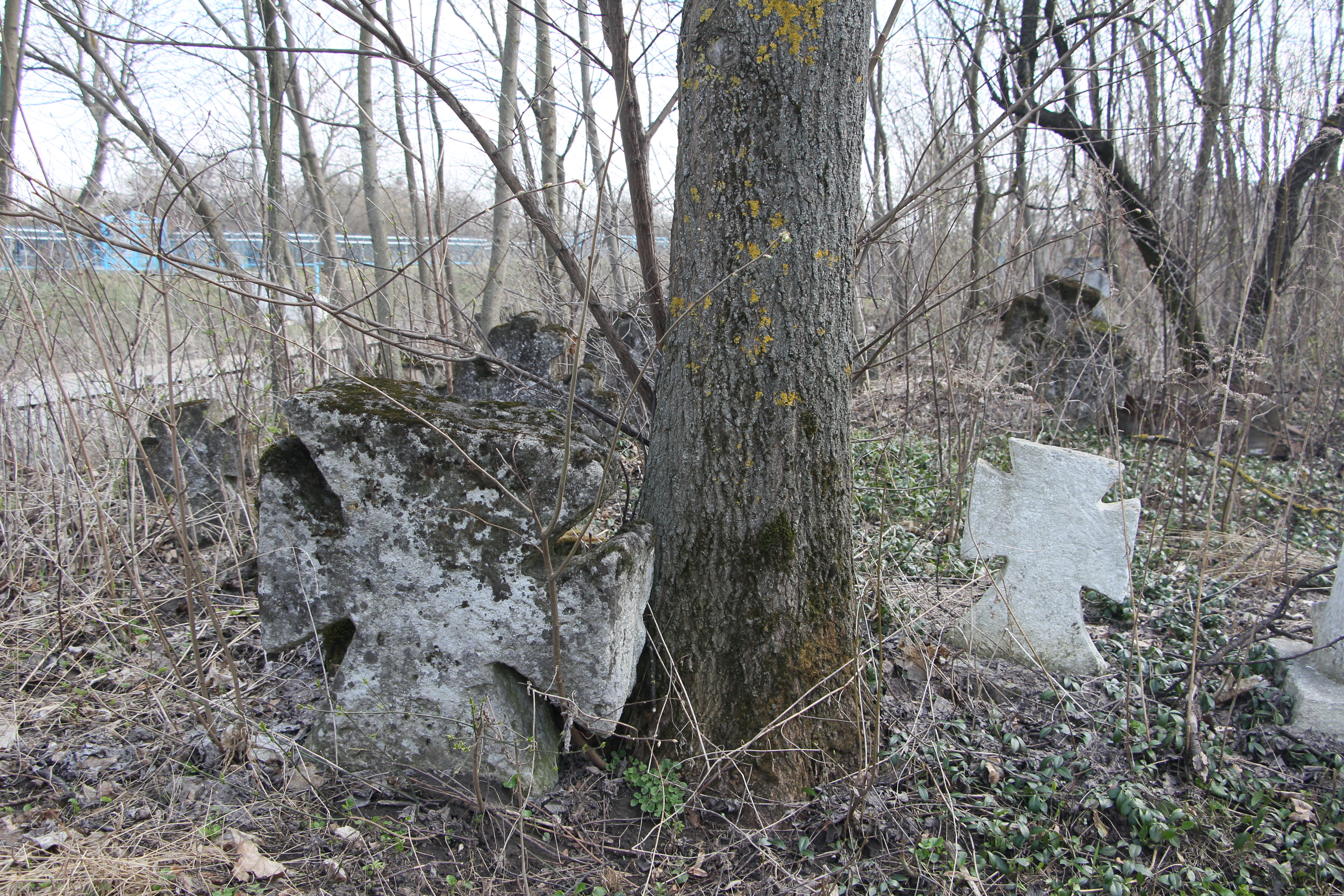
Старі хрести на цвинтарі
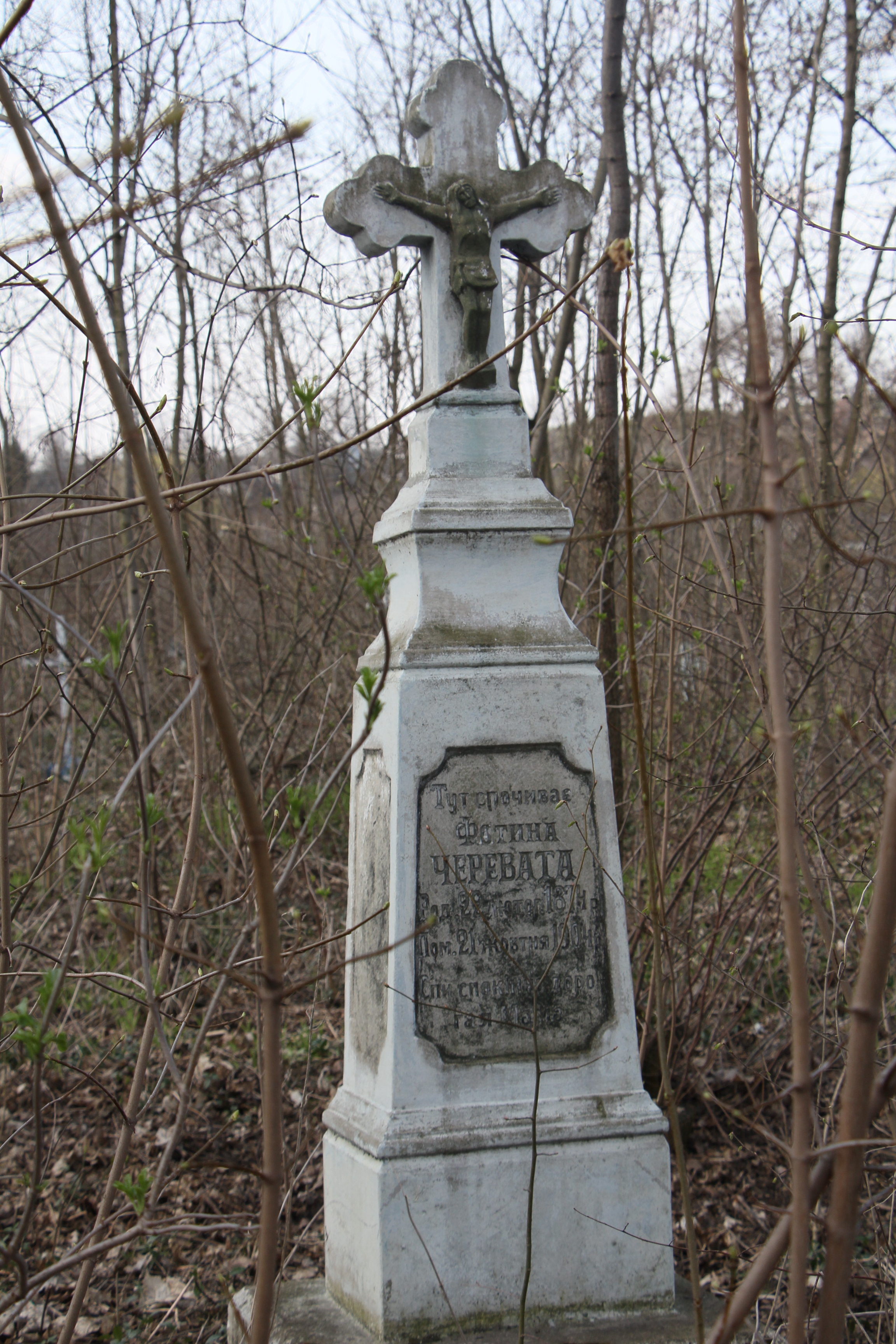
Намогильний хрест
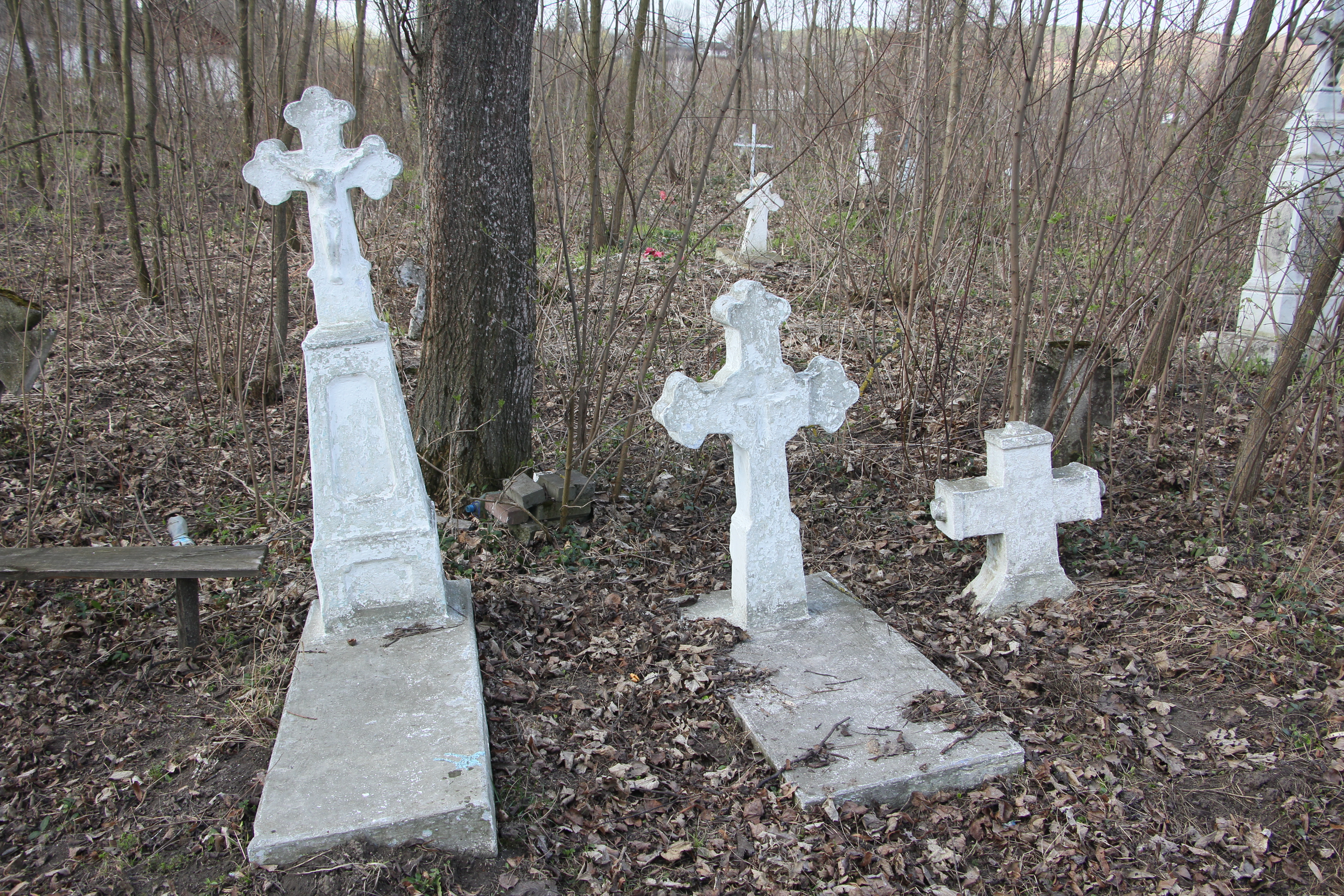
Старі хрести на цвинтарі
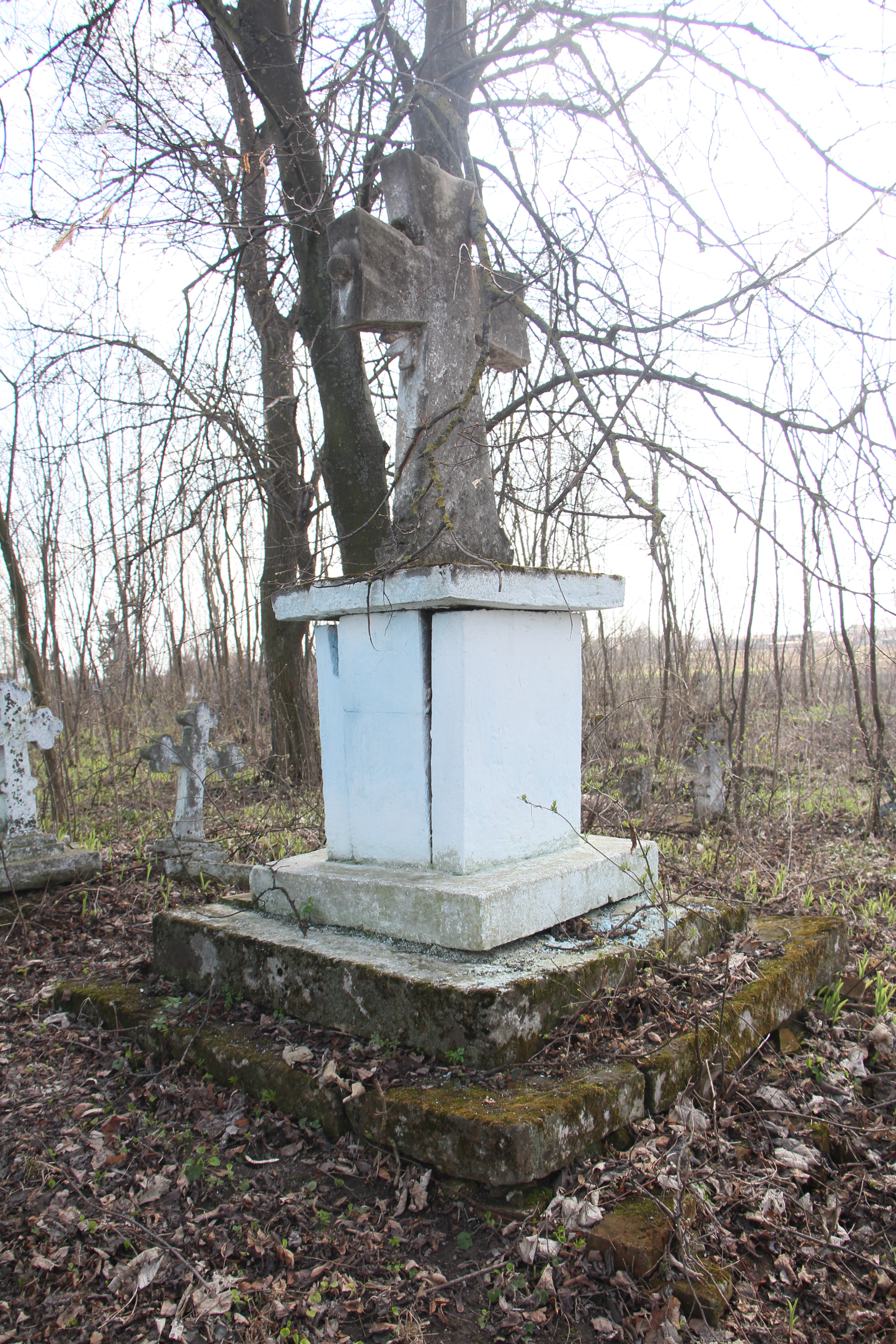
Намогильний хрест
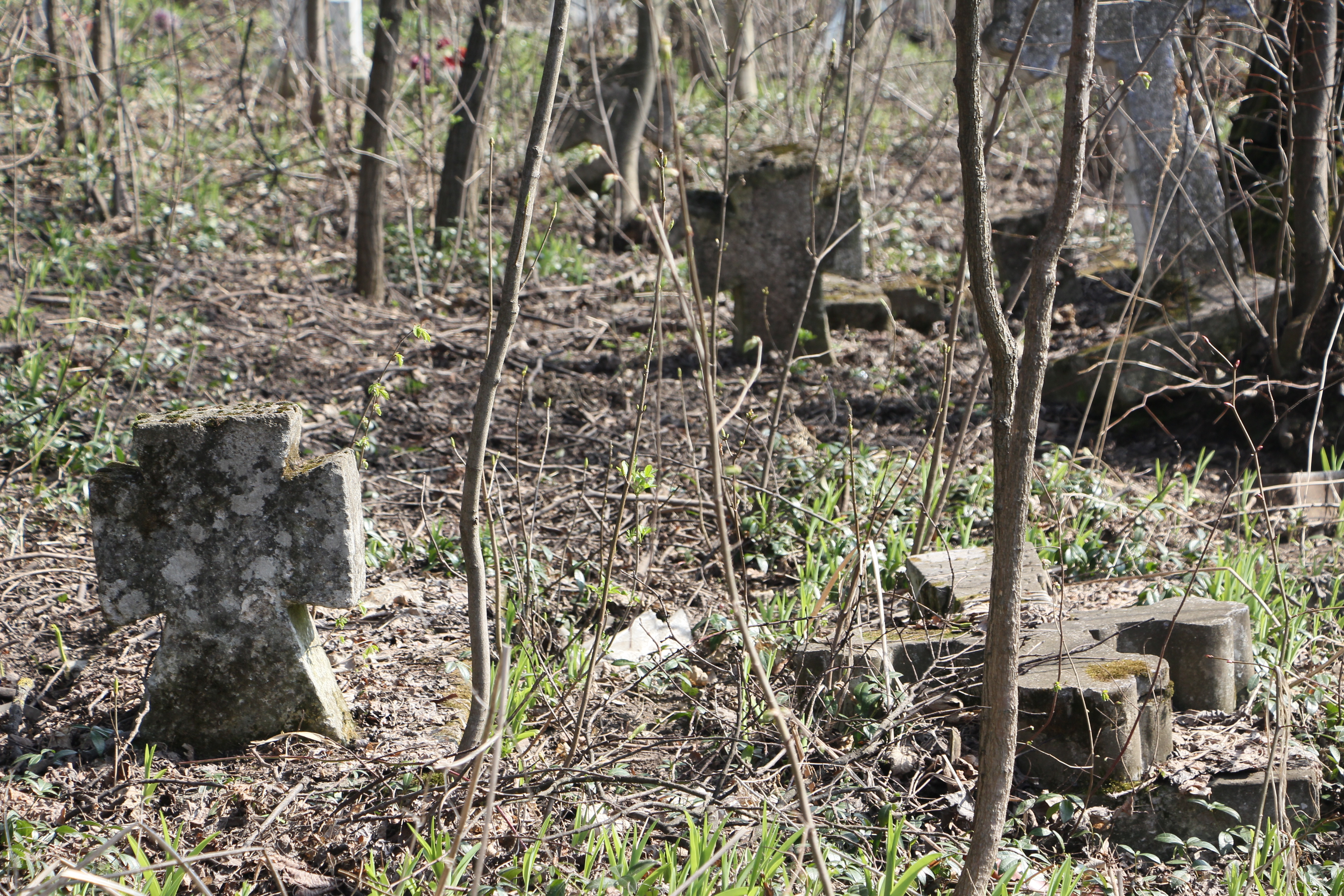
Старі хрести на цвинтарі
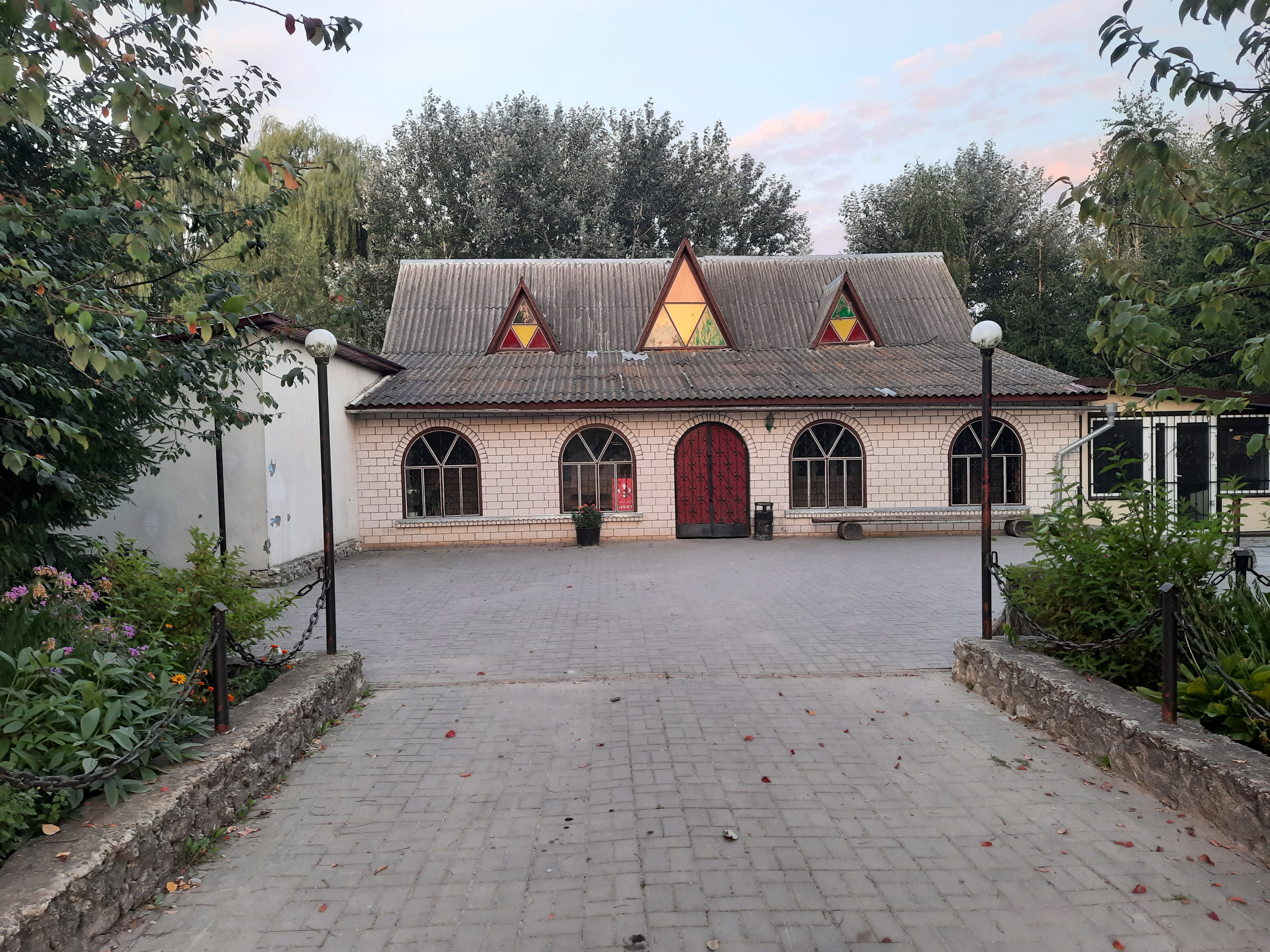
Поштове відділення
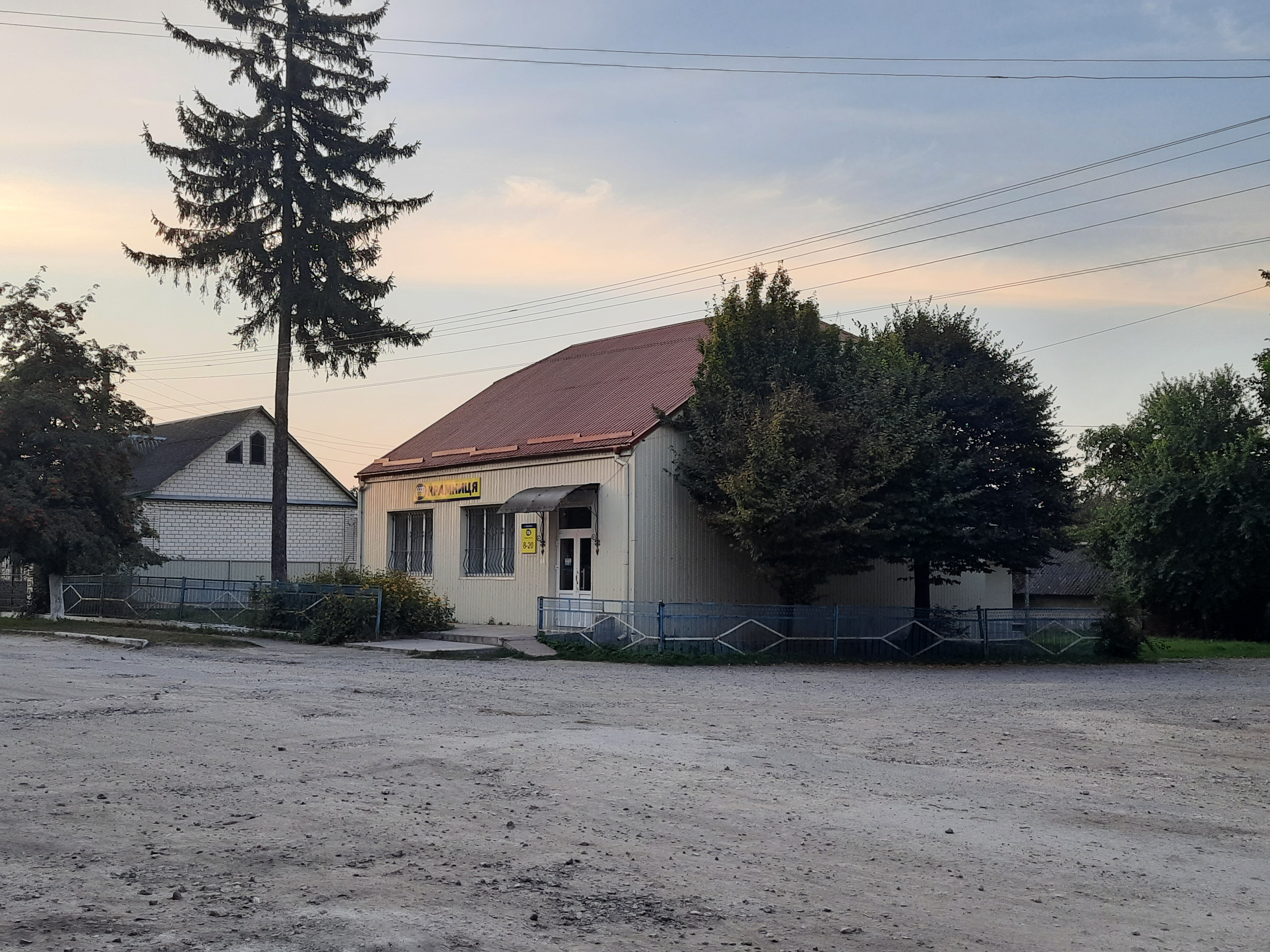
Крамниця